# Narodi svijeta I
Narodi svijeta I
Ibeno. Ostali nazivi:
- Lokacija: Akwa lbom, Nigerija
- Jezik/porijeklo: benue-kongoanski narodi
- Populacija: 10,000 (1989):
- Kultura:
- Vanjske poveznice:

Ibibio. Ostali nazivi:
- Lokacija: Akwa lbom, Nigerija
- Jezik/porijeklo: jezik ibibio, ima dijalekte enyong i nkari, benue-kongoanski narodi.
- Populacija: 3,186,000 (1991 SIL).
- Kultura:
- Vanjske poveznice:

Ichen. Ostali nazivi:
- Lokacija: Taraba, Nigerija
- Jezik/porijeklo: jezik icen ili ichen, benue-kongoanski narodi.
- Populacija: 40,000 to 50,000 (1992).
- Kultura:
- Vanjske poveznice:

Ičkerinci.
- Lokacija:
- Jezik/porijeklo: pripadaju Nahskim narodima
- Populacija (2007):
- Vanjske poveznice:

Indijski narodi Indoarijski narodi, ili Indoarijci, Hindusi, narodi Indije koji govore indijskim ili hinduskim jezicima. Imenom Arijci (Arjan), naglašavali su svoje iransko porijeklo. Etnički su različiti od prastanovnika Indije, tamnoputih Dravida i Munda. Ostali nazivi: Indoariani (talijanski), Indo-Aryans (engleski), Indo-arianos ili Indo-áricos (portugalski)
Ingri. Ostali nazivi: Ižori, inkeriläinen (vlastito ime)
- Lokacija:
- Jezik/porijeklo: finski narodi
- Populacija (2007):
- Vanjske poveznice:

Ingura, ostali nazivi: Wanindilyaugwa, Andiljaukwa, Andilyaugwa, Wani-Ndiljaugwa (ime horde ili klana), En Indiljaugwa (ime za jezik dan po hordi), Andilagwa, Lamadalpu (ime od domorodaca s Trial Baya).
- Lokacija:  Groote Eylandt i Woodah Islands, Sjeverni teritorij, Australija.
- Jezik/porijeklo: ingura., australski narodi. Horde: Andiljaugwa, Awarikpa, Amakurupa (ime po lokaciji).
- Populacija (2007):  1,400; 1,000 (1983 Black).
- Kultura
- Vanjske poveznice:

Inguši.
- Lokacija:
- Jezik/porijeklo: pripadaju Nahskim narodima
- Populacija (2007):
- Kultura:
- Vanjske poveznice:

Iranci. Ostali nazivi:
- Lokacija: Iran
- Jezik/porijeklo: iranski jezik
- Populacija (2007):
- Kultura:
- Vanjske poveznice:

Iranski narodi, grana indoeuropskih naroda.
Irci. Ostali nazivi:
- Lokacija: Irska
- Jezik/porijeklo: irski jezik.
- Populacija (2007):
- Kultura:
- Vanjske poveznice:

Islanđani. Ostali nazivi:
- Lokacija: Island
- Jezik/porijeklo: islandski, germanski narodi
- Populacija (2007):
- Kultura:
- Vanjske poveznice:

Iškašmi. Ostali nazivi: ishkoshumí, i ishkoshimí (vlastiti nazivi).
- Lokacija:
- Jezik/porijeklo:
- Populacija (2007):
- Kultura:
- Vanjske poveznice:

Itelmeni → Kamčadali
Ižori →Ingri
Ichen   	Adamawa, Nigerija
Idoma   	Benue, Taraba, Nigerija
Igalla   	Kogi, Nigerija
lgbo   	Abia, Anambra, Benue, Delta, Ebonyi,Enugu, Imo, Rivers, Nigerija
ljumu   	Kogi, Nigerija
Ikorn   	Cross River, Nigerija
Irigwe   	Plateau, Nigerija
Isoko   	Delta, Nigerija
lsekiri (Itsekiri)   	Delta, Nigerija
lyala (lyalla)   	Cross River, Nigerija
lzondjo)   	Bayelsa, Delta, Ondo, Rivers, Nigerija
Iwaidja (NT), Ithu (QLD), Irukandji (QLD),  Iningai (QLD), Ingura (NT), Inggarda (WA), Indjilandji (NT), Indjibandi (WA), Inawongga (WA), Iliaura (NT), Ildawongga (WA), Ilba (QLD), Idindji (QLD),